# Jenny Marba

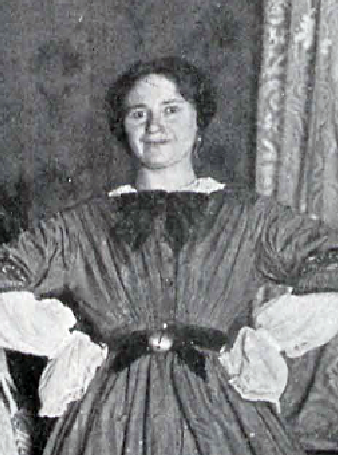
Jenny Marba in Die Lustigen Weiber von Kyritz, Lustspielhaus Berlin (1905)

Jenny Marba, geborene Abramsohn, auch Jenny Borée-Marba und Jenny Borre (* 18. Mai 1869 in Wilna, Russland; † 1. November 1942 im Ghetto Theresienstadt) war eine deutsche Theater- und Filmschauspielerin.

## Leben
Jenny Marba war die Schwester von Hillel Hermann Abramsohn, der als Hausarzt der Familie des Widerstandskämpfers Walter Caro in die Literatur eingegangen ist. Als Theaterschauspielerin galt sie als vielbeschäftigt, wie ihre Kolleginnen Elsa Wagner und Ida Wüst nach 1945 bestätigten. Sie trat in ganz Europa auf, belegt sind insbesondere Rollen in Stücken von Henrik Ibsen, so spielte sie 1895 sowohl in München wie in Amsterdam die Rita Allmers in Klein Eyolf, 1913 in Hamburg die Juliane Tesmann in Hedda Gabler und 1919 in Berlin die Mrs Bernick in Die Stützen der Gesellschaft.
Ihr hauptsächlicher Wirkungsort war Berlin. Dort hatte sie bis in die 1930er Jahre Engagements auf bekannten Bühnen wie dem Lustspielhaus, dem Theater am Schiffbauerdamm und der Volksbühne. Jenny Marba war in der Genossenschaft Deutscher Bühnen-Angehöriger engagiert und gründete am 2. April 1910, unter anderem gemeinsam mit Helene Riechers, das Frauen-Komitée dieses Berufsverbandes. Überliefert ist ein Rundschreiben aus dem Mai 1911 an ausgesuchte Kollegen, mit Bitte um Unterstützung für ein im Aufbau befindliches Kinderheim.
Ab 1916 spielte sie in mehr als dreißig Stummfilmen, so zum Beispiel 1922 neben Pola Negri und unter der Regie von Ernst Lubitsch in Die Flamme. Für 1931 ist ihre Mitwirkung in einer Jacques-Offenbach-Inszenierung durch Karl Kraus für die Funk-Stunde Berlin belegt, sie sprach die Königin Clementine in Blaubart.
Verheiratet war sie mit dem Schauspieler Albert Borée.
Jenny Marba wurde Opfer des Holocaust. Mit dem Transport I/46 Zug Da 502 deportierte man sie am 17. August 1942 aus dem Berliner Altersheim Gerlachstraße 18–21 in das Ghetto Theresienstadt. Dort starb sie am 1. November 1942, laut amtsärztlich bestätigter Todesfallanzeige an Herzschwäche.

## Filmografie
- 1914: Er rechts – sie links
- 1916: Der Sumpf
- 1917: Durchlaucht Hypochonder
- 1917: Baroneßchen auf Strafurlaub
- 1918: Gänseliesel
- 1918: Liebe und Leben. 1. Die Seele des Kindes
- 1918: Liebe und Leben. 2. Die Tochter des Senators
- 1918: Liebesopfer
- 1919: Der Ehestifter
- 1919: Der Kampf um die Ehe. 1. Wenn in der Ehe die Liebe stirbt
- 1919: Der Kampf um die Ehe. 2. Feindliche Gatten
- 1919: Maria Magdalene
- 1919: Homo sum
- 1920: Gentlemen-Gauner
- 1920: Marionetten des Teufels
- 1920: Der Liebeskorridor
- 1920: Der Kammersänger
- 1921: Die Flucht aus dem goldenen Kerker
- 1921: Sturmflut des Lebens
- 1921: Dr. Gyllenborgs doppeltes Gesicht
- 1921: Die Ehe der Fürstin Demidoff
- 1921: Die Flucht aus dem goldenen Kerker
- 1921: Gräfin Vera
- 1922: Die Flamme
- 1923: Tingeltangel
- 1923: Katjuscha Maslowa
- 1924: Auf gefährlichen Spuren
- 1924: Die Stimme des Herzens
- 1925: Strandgut
- 1925: Im Namen des Kaisers
- 1926: Die drei Mannequins
- 1926: Wien – Berlin
- 1926: Der Herr des Todes
- 1926: Der schwarze Pierrot
- 1926: Die Waise von Lowood
- 1926: Rosen aus dem Süden
- 1927: Die große Pause
- 1928: Der gefesselte Polo